# Rhönhof

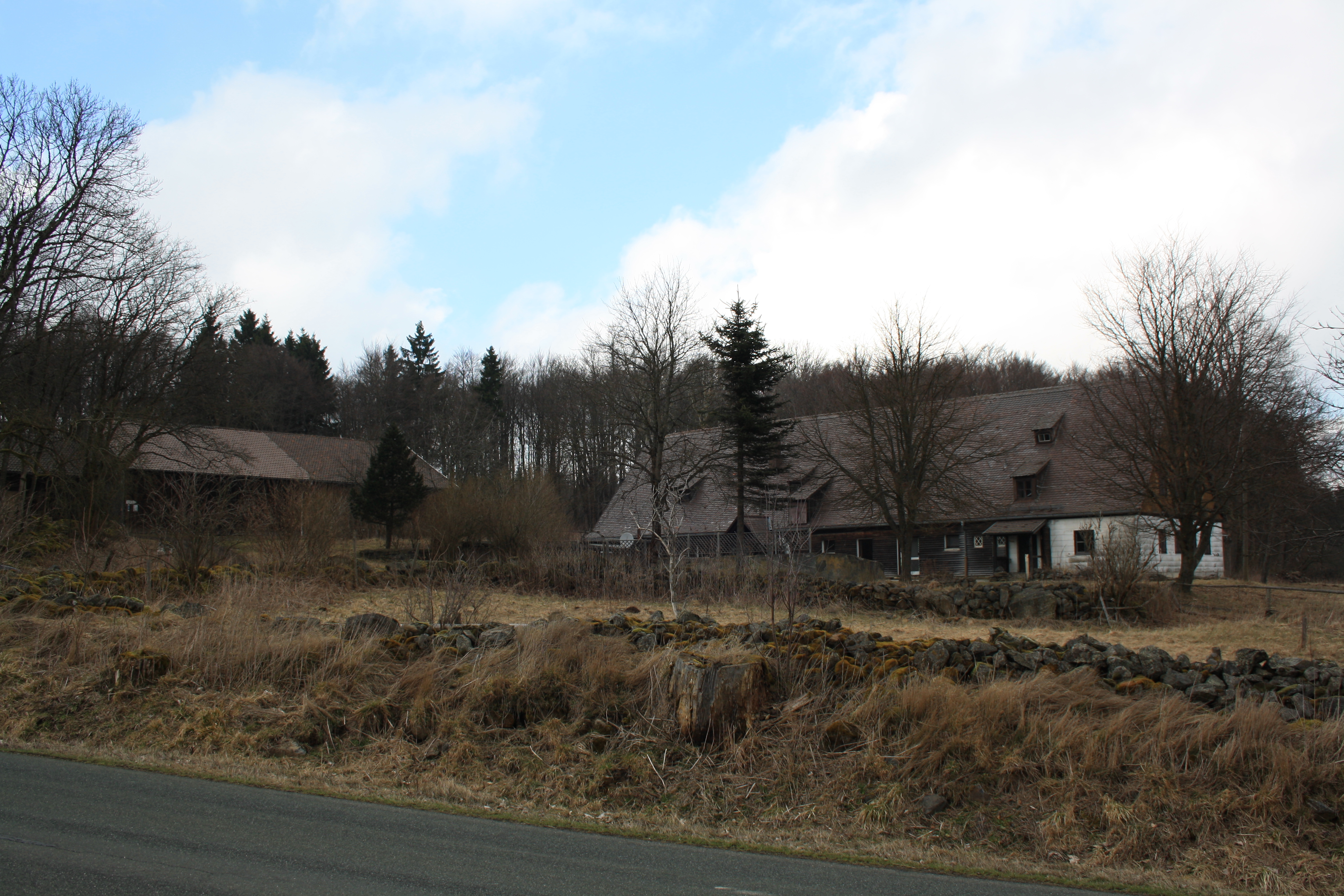
Rhönhof

Rhönhof ist ein Gemeindeteil der Gemeinde Hausen im unterfränkischen Landkreis Rhön-Grabfeld in Bayern. Rhönhof, bis zum Ende des Zweiten Weltkriegs auch Ludwig-Siebert-Hof, benannt nach dem bayerischen Ministerpräsidenten Ludwig Siebert, wurde als erster und einziger Hof im Rahmen des „Dr.-Hellmuth-Plans zur Neuordnung des Gaues Mainfranken“ gebaut. Auf ihm sollten die landwirtschaftlichen Möglichkeiten zur Nutzung der Hohen Rhön erforscht werden. Der Hof liegt 785 m ü. NHN.

## Erbauung

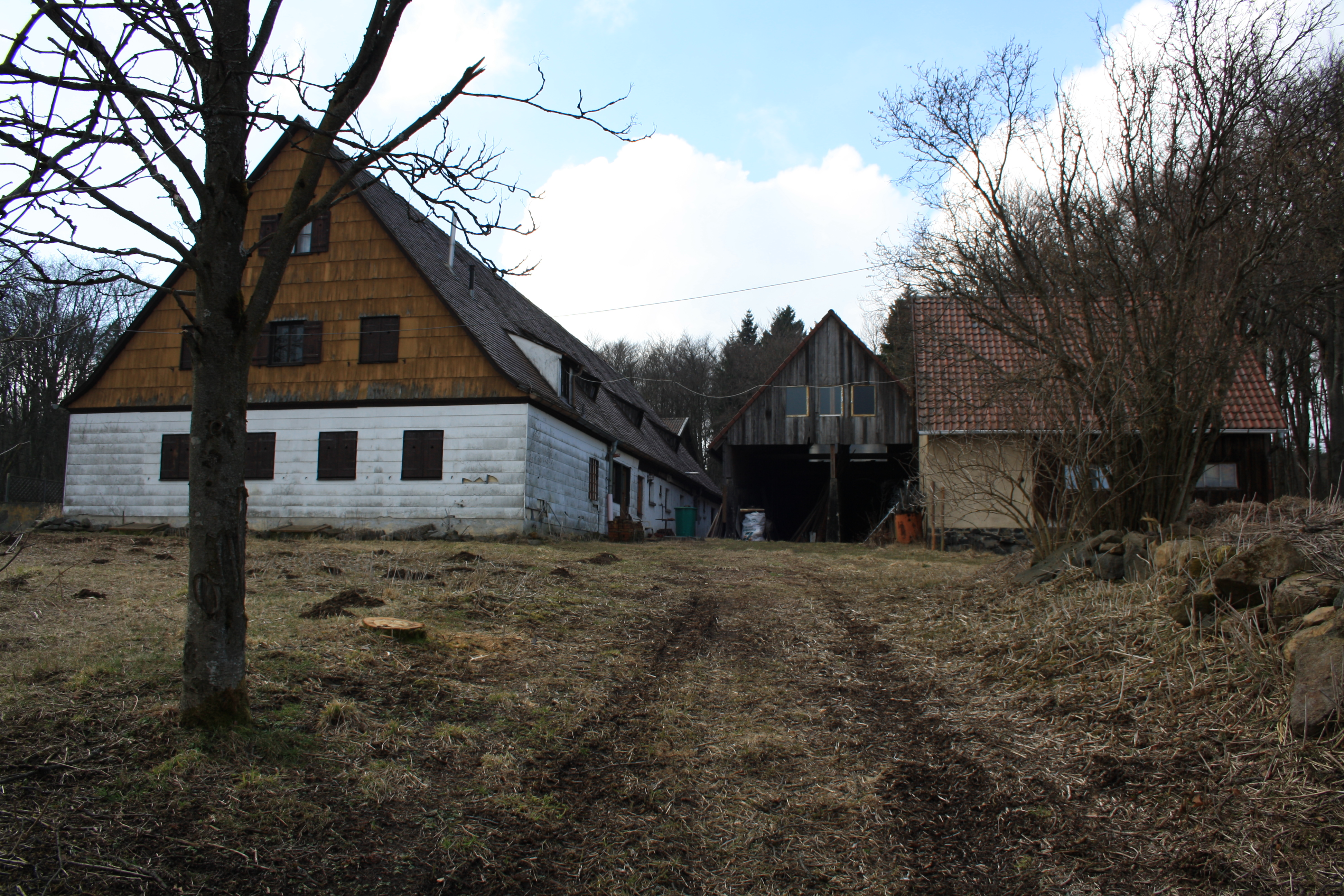
Hauptgebäude mit Nebengebäude (zeitweise Schweinestall)

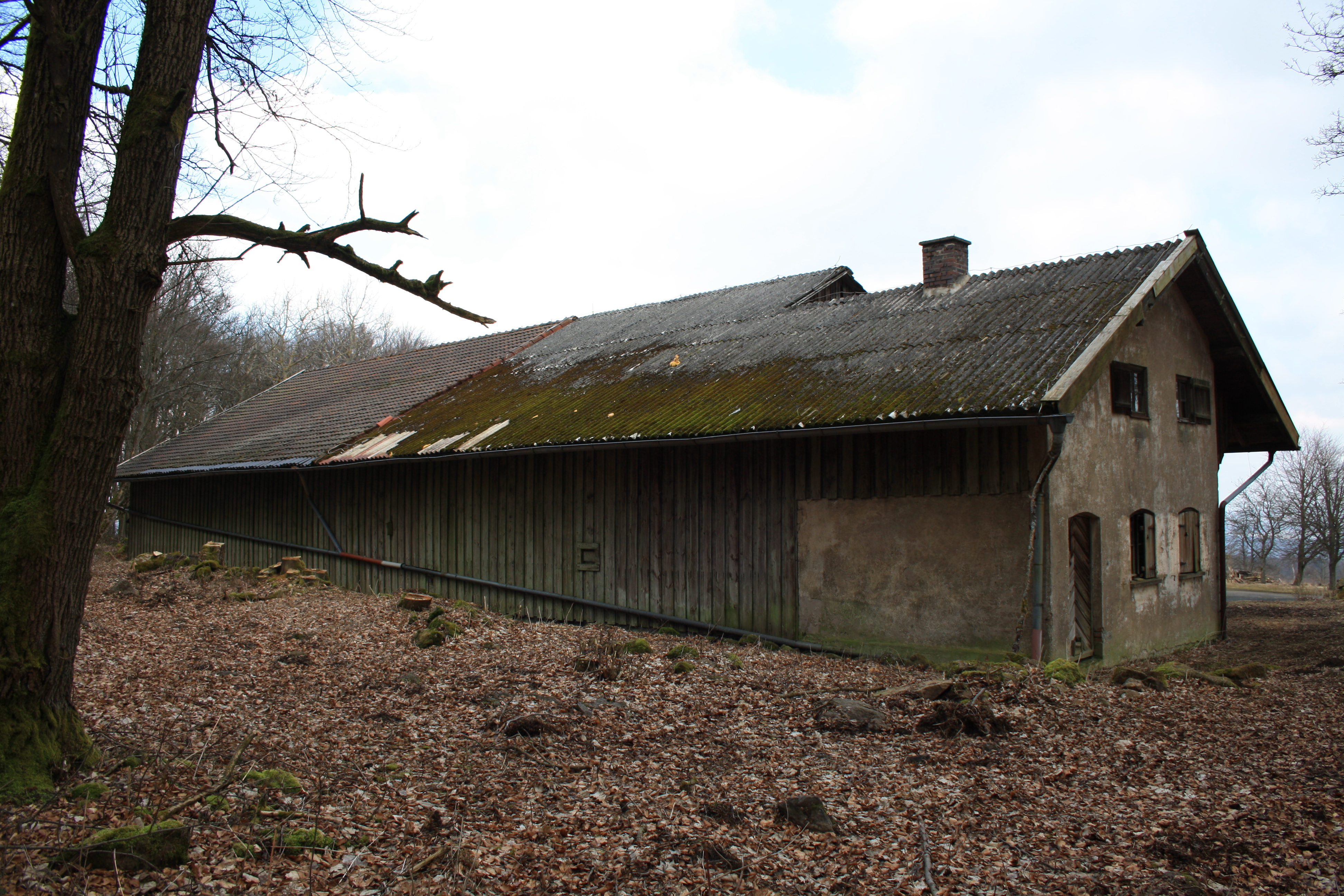
Scheune

Die Gemeinde Hausen musste 1935 etwa 34 Hektar Land für 8.808 Reichsmark an den Freistaat Bayern verkaufen. Gebaut wurde der Rhönhof auf ehemaligem Grundbesitz der Herren von Rapp, welcher nach mehreren Verkäufen 1672 durch die Gemeinde Hausen aufgekauft wurde. Errichtet wurde er etwa 650 m entfernt vom ehemaligen Gutshof. Richtfest des Hofes war am 7. November 1937. Konstruiert als Einhaushof mit Wohnung und Stall unter einem Dach konnte im Juli 1938 der Verwalter Josef Bloier mit seiner Familie den Hof beziehen. Ein Anschluss an die Wasserversorgung sowie die Anbindung an die Hochrhönstraße erfolgten jedoch erst nach dem Einzug.

## Konzept
Otto Hellmuth, Gauleiter von Mainfranken, entwickelte einen Plan zur landwirtschaftlichen Nutzung der Hohen Rhön. Um diese zu erproben und zu erforschen, sollten 17 Erbhöfe errichtet werden. Ausgehend von der These, dass bereits im Mittelalter in der Rhön Landwirtschaft und Weinbau betrieben worden waren und es seit Mitte des 19. Jahrhunderts einen Wärmeanstieg gegeben hatte, sollte die Hohe Rhön landwirtschaftlich nutzbar gemacht werden. Jedoch sollten nur „rassisch wertvolle“ Bevölkerungsteile hiervon profitieren, deshalb wurde das Gesetz zur Verhütung erbkranken Nachwuchses angewandt, das auch eine zwangsweise Sterilisation von Trägern vermeintlich erblicher Krankheiten vorsah.
Auf dem Rhönhof sollten ein Beamter, ein Aufseher, zwei Gespannführer und zwei ledige Hilfskräfte beschäftigt werden. Sie sollten 3,5 ha Ackerland bewirtschaften und zwei Pferde, vier Kühe, vier Ochsen und sechs Stück Jungvieh auf dem Hof halten. Zusätzlich befand sich dort eine Wetterstation der Universität Gießen. 
Der Rhönhof wurde nach dem Krieg von der Bayerischen Landesanstalt für Landkultur und Moorwirtschaft unter Aufsicht der Rhönkulturstelle Mellrichstadt als Versuchshof für Pflanzenbau und Pflanzenschutz genutzt. Es wurden weitere Gebäude wie eine Scheune und Fahrsilos errichtet. Bis 2008 wurde er als Gaststätte genutzt.